# Jules Gévelot
Jules-Félix Gévelot, né le 6 juin 1826 à Paris, mort le 17 août 1904 à Bellou-en-Houlme (Orne), inhumé au cimetière du Père-Lachaise, est un industriel et homme politique français.

## Biographie

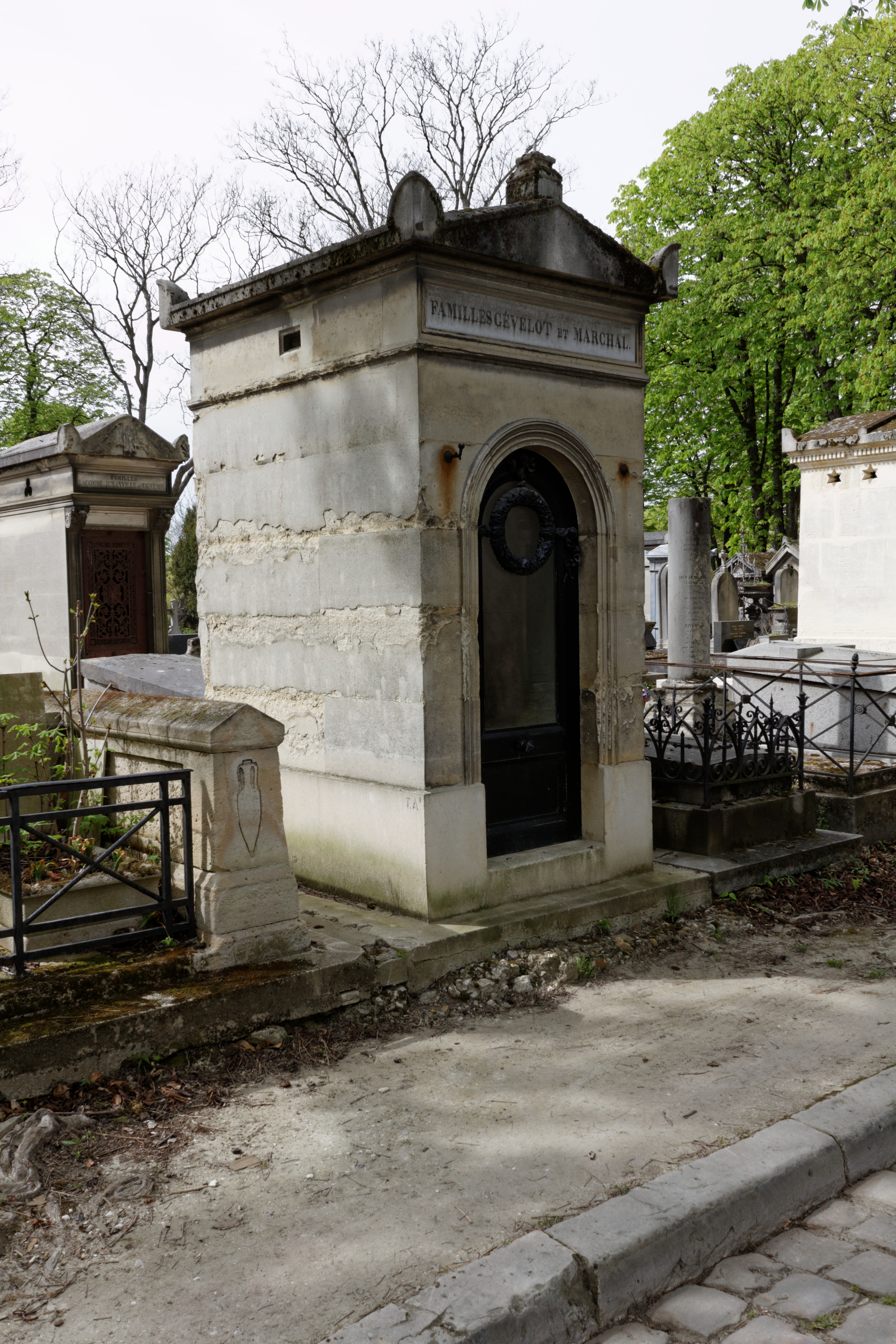
Sa tombe au cimetière du Père-Lachaise.

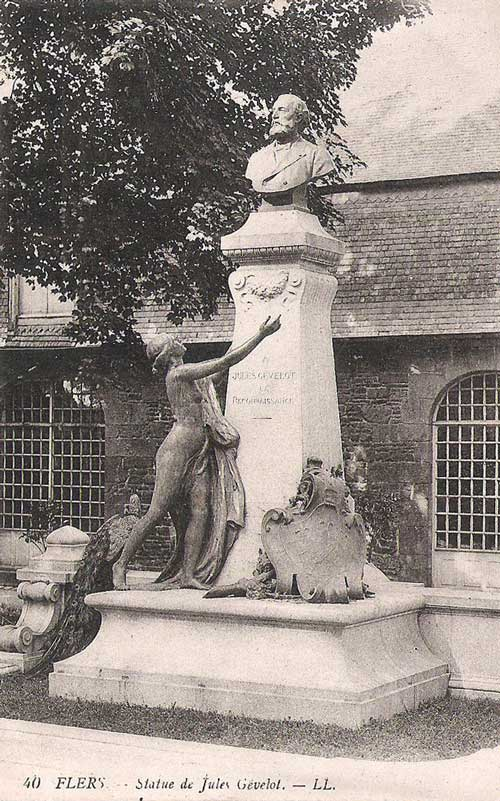
Monument qui lui est dédié devant le Château de Flers.

C'est en 1843, à l'âge de 18 ans, qu'il reprend, à la mort de son père, l'entreprise d'armes de chasse et d'équipements militaires. Créée vers 1816 à Paris par Joseph-Marin Gévelot, l'entreprise s'est rapidement développée, puis installée à Issy-les-Moulineaux.
Jules Gévelot assure son développement, dont la production de cartouches et de capsules de guerre, qui atteint les 100 millions d'unités par an en 1869, triple à la fin du XIXe siècle.
En 1884, elle devient Société Française de Munitions (S.F.M.). En 1898, elle est constituée de 50 bâtiments et couvre une superficie de 70 hectares.
L'entreprise Gévelot contribue au rayonnement de l'industrie française, en participant à l'Exposition internationale de Londres en 1861 et à l'Exposition industrielle en 1878. Elle est le premier fabricant de cartouches, puis leader dans le secteur de la forge de précision et des pompes volumétriques.
Il passe une partie de sa vie à Conflans-Sainte-Honorine dans les Yvelines. Sa mère, Mme Bâtard-Gévelot, y rachète le reste du domaine du Prieuré en 1850. Jules, par la suite, rachète également les anciennes parcelles vendues par les prédécesseurs afin de reconstituer l'intégralité du domaine d'origine passant ainsi de 3 à 7 hectares. Il fait ajouter deux grandes ailes à ce qui restait de cette grande maison (actuel Musée municipal de la Batellerie, musée dit "d'Intérêt national").
Jules Gévelot est aussi maire de Conflans pour une mandature. Il est également député de 1869 à sa mort. En mai 1877, il est l'un des signataires du Manifeste des 363 et président du conseil général de l'Orne après avoir acheté, en août 1862, à M. Bertrand, maire de Caen, un grand domaine agricole de huit cents hectares faisant partie du Mont-d'Hert qu'il aménagea en exploitation-modèle avec petit train pour le desservir et rapporter les récoltes.
En 1895, il se trouve dans le train en provenance d'Argentan quand ce dernier défonce la verrière de la gare Montparnasse et dont la locomotive fait un saut de 10 mètres sur la place de Rennes.
On rapporte anecdotiquement à son sujet qu'« à la suite du refus de Mgr l'évêque de Séez de lui fournir un chapelain pour son château de Dieufit, il fait promener sa propre calèche, aux portières ornées des armoiries épiscopales, dans les rues de Séez. Et ganté de violet, il donnait sa bénédiction aux habitants agenouillés sur son passage... de grands éclats de rire retentissant à la sortie de la ville jusqu'à Bellou-en-Houlme. »
L'industriel et député Jules Gévelot est inhumé au cimetière du Père-Lachaise (49e division), à Paris.
Il est le fondateur de la société éponyme Gévelot, devenue la Société française de munitions (SFM). Sa veuve, Emma, hérita de tous ses biens et assura la présidence de la SFM pendant 23 ans. Elle meurt en 1927 en léguant l'intégralité de ses parts de la SFM à sa filleule et petite-cousine, Mme Albert Gillot (née Pauline Dessirier, fille du général Jean Edmond Dessirier et grand-mère maternelle de Corinne Lagardère), ainsi que ses châteaux de Dieufit et du Prieuré et l'île du Devant à Conflans-Sainte-Honorine.

## Mandats électifs

### Mandats nationaux
- 23/05/1869 - 04/09/1870 : Député de la troisième circonscription de l'Orne.
- 08/02/1871 - 07/03/1876 : Député de la troisième circonscription de l'Orne.
- 20/02/1876 - 25/06/1877 : Député de la deuxième circonscription de Domfront (Orne).
- 14/10/1877 - 27/10/1881 : Député de la deuxième circonscription de Domfront (Orne).
- 21/08/1881 - 09/11/1885 : Député de la deuxième circonscription de Domfront (Orne).
- 04/10/1885 - 11/11/1889 : Député de la deuxième circonscription de Domfront (Orne).
- 22/09/1889 - 14/10/1893 : Député de la deuxième circonscription de Domfront (Orne).
- 20/08/1893 - 31/05/1898 : Député de la deuxième circonscription de Domfront (Orne).
- 08/05/1898 - 31/05/1902 : Député de la deuxième circonscription de Domfront (Orne).
- 27/04/1902 - 17/08/1904 : Député de la deuxième circonscription de Domfront (Orne).

### Mandats locaux
- 1869-1904 : Conseiller général de l'Orne, canton de Messei.
- 1893-1904 : Vice-président du Conseil général de l'Orne.
- 1871-1881 : Maire de Conflans-Sainte-Honorine.

## Résidence
- Château de Dieufit, à Bellou-en-Houlme, dans l'Orne.
- Château du Prieuré, à Conflans-Sainte-Honorine.

## Décorations
- 1861 :  Chevalier de la Légion d'honneur.
- 1878 :  Officier de la Légion d'honneur.

## Publications
- Exploitation agricole de Dieufit. Commune de Bellou-en-Houlme. Canton de Messei... Résultat des votes des 23 et 24 mai, Paris, 1869.
- Élections. 3e Circonscription de l'Orne. (Signé : Jules Gevelot,... [Dieufit (Bellou-en-Houlme), le 29 mai 1869.]), Flers, imp. de Folloppe, 1869.
- A messieurs les membres du conseil général de l'Orne. Projet d'un chemin de fer de Montsecret par Tinchebray (Orne) à Chérancé-Le-Roussel par Sourdeval. [Signé : J. Gévelot.], Paris, impr. de Chaix, 1869, 12 p.